# Tití de cua blanca
El tití de cua blanca (Plecturocebus discolor) és un primat platirrí de la família dels pitècids. Viu al nord del Perú (departament de Loreto) i l'est de l'Equador, on colonitza les àrees de selva pluvial a les faldes orientals dels Andes. Com ho indica el nom de l'espècie, té la part final de la cua de color blanc brut.